# Marihal, Belgaum
Marihal là một làng thuộc tehsil Belgaum, huyện Belgaum, bang Karnataka, Ấn Độ.